# 阿部泰隆
阿部 泰隆（あべ やすたか、1942年3月30日 - ）は、日本の法学者、弁護士（兵庫県弁護士会所属）。専門は行政法。学位は、法学博士（東京大学・論文博士・1972年）。神戸大学名誉教授。元中央大学教授。

## 来歴
福島県福島市生まれ。福島県立福島高等学校卒業。1964年3月、東京大学法学部第2類（公法コース）卒業。東京大学法学部助手（学士助手）となる。
1967年、神戸大学法学部助教授に就任。1972年、学位論文「フランス行政訴訟論 越権訴訟の形成と行政行為の統制」で東京大学より法学博士の学位を取得。
1977年、神戸大学法学部教授に就任。1993年、ドイツ・トリア大学客員教授に就任。2000年、神戸大学大学院法学研究科教授に就任。2005年、神戸大学を定年退職。同名誉教授に就任。弁護士登録。中央大学総合政策学部教授に就任。2012年3月、中央大学を定年退職。
2022年11月25日、大阪地裁は、近畿財務局元職員の赤木俊夫の妻の赤木雅子が、元理財局長の佐川宣寿を相手に1650万円の損害賠償を求めている裁判で、「公務員の個人責任を認める法的根拠は見いだしがたい」として原告の請求を棄却した。赤木雅子は控訴し、主張を補強するため、阿部に意見書の作成を依頼した。2023年7月、赤木は意見書を大阪高裁に提出。阿部は意見書の中で「被害者が加害公務員に対して持つ損害賠償を求める権利は、憲法で保障された財産権であり、奪うことはできない」とし、「公務員だという理由だけで被害者に対する責任を免れることを許容する理由はない」と述べた。

## 研究概要
学士助手時代は田中二郎、雄川一郎に師事。環境法、地方自治法、都市計画法など広い範囲にわたって研究している。助手時代はフランス行政法を主に研究していたが、そこから学ぶことは少ないとして、後にドイツおよびアメリカの行政法も含めて研究するようになった。日本の行政システムの問題点を実例を踏まえて鋭く分析し、その具体的な改善案を積極的に発信している。
「猫に鰹節の番をさせるシステム」、「ネズミがライオンに挑む」、「六法の半分分捕る行政法」、「犬も歩けば行政法に当たる」、「鬼面人を驚かす新（珍）理論」など現代の行政法システムの本質を表す格言を多く生み出した。内閣法制局が戦後60年ほとんど進化していないことを指して、「内閣法制局はシーラカンス」との発言もある。これは、合併処理浄化槽の設置義務づけは違憲と言っていること、水質汚濁防止法で「有害物質に該当する物質」などと不明確な用語を使っていること、戦後の条例制定権を軽視した時代の行政実例をそのまま残していること、国民にわかりやすい法律を作る気がないことなどと主張するものである。

## 職歴・受賞
日本不動産学会学会賞著作賞（1997年度）、都市住宅学会賞（1999年度）、日本不動産学会著作賞（2001年）、地域政策学会賞（2002年）、都市住宅学会賞著作賞（2003年）、日本地域学会賞・著作賞（2003年）を受賞。日本公法学会、租税法学会、環境法政策学会、自治学会、日本環境会議、法と経済学会の各理事。2023年、瑞宝中綬章。

## 主著
- 『フランス行政訴訟論』（有斐閣、1971年）
- 『行政救済の実効性』（弘文堂、1985年）
- 『事例解説行政法』（日本評論社、1987年）
- 『行政裁量と行政救済』（三省堂、1987年）
- 『国家補償法』（有斐閣、1988年）
- 『国土開発と環境保全』（日本評論社、1989年）
- 『行政法の解釈』（信山社、1990年）
- 『行政訴訟改革論』（有斐閣、1993年）
- 『政策法務からの提言』（日本評論社、1993年）
- 『大震災の法と政策』（日本評論社、1995年）
- 『政策法学の基本指針』（弘文堂、1996年）
- 『行政の法システム上・下［新版］』（有斐閣、1997年：初版は1992年）
- 『〈論争・提案〉情報公開』（日本評論社、1997年）
- 『政策法学と自治条例』（信山社、1999年）
- 『定期借家のかしこい貸し方・借り方』（信山社、2000年）
- 『こんな法律はいらない』（東洋経済新報社、2000年）
- 『内部告発（ホイッスルブロウワァー）の法的設計』（信山社、2003年）
- 『政策法学講座』（第一法規、2003年）
- 『行政訴訟要件論』（弘文堂、2003年）
- 『行政法の解釈（2）』（信山社、2005年）
- 『やわらか頭の法戦略』（第一法規、2006年）
- 『対行政の企業法務戦略』（中央経済社、2007年）
- 『行政法解釈学I-実質的法治国家を創造する変革の法理論』（有斐閣、2008年）